# Jardelund
Jardelund (dänisch: Jarlund oder Jardelund) ist eine amtsangehörige Gemeinde im Kreis Schleswig-Flensburg in Schleswig-Holstein.

## Geographie

### Geographische Lage
Das Gemeindegebiet erstreckt sich im Sanderbereich der Schleswigschen Geest nordwestlich von Flensburg direkt an der Deutsch-dänischen Grenze. Im Gemeindegebiet liegt der Ursprung der Lecker Au.

### Gemeindegliederung
Norderfeld und Süderfeld liegen im Gemeindegebiet.

### Nachbargemeinden
Direkt angrenzende Gemeindegebiete sind:
|         |                                             | Aabenraa Kommune (Dänemark) |
| Böxlund | Kompassrose, die auf Nachbargemeinden zeigt |                             |
| Medelby | Osterby                                     |                             |

## Geschichte
Der Ortsname bedeutet Hirschwald.
Da Jardelund sehr wehrhaft auf einer Hügelkuppe angelegt wurde, wird angenommen, dass sich der Ort auf den Resten eines alten Verteidigungspostens gegen die Friesen befindet. Urkundlich erwähnt wurde Jardelund jedoch erst 1393. Durch den Ort führte eine Zweigstrecke des Ochsenwegs.
Im 18. Jahrhundert befand sich Jardelund innerhalb des Gebietes, in dem im Rahmen der Geestkolonisation Familien aus Südwestdeutschland angesiedelt wurden. Für die Gemeinde war in der Vergangenheit der Torfabbau immer eine wichtige Einnahmequelle. Heute ist das Frösleer-Jardelunder Moor, das teilweise in Dänemark liegt und renaturiert wurde, ein Naturschutzgebiet. Im örtlichen Christian Lassens Mindemuseum wird die Geschichte des Landlebens der letzten 100 Jahre vermittelt.

## Politik

### Gemeindevertretung
Bei der am 14. Mai 2023 im Zuge der Kommunalwahlen in Schleswig-Holstein 2023 durchgeführten Gemeindewahl in Jardelund errangen ausschließlich die Kandidaten der örtlichen Wählergemeinschaft Jardelund (WGJ) alle neun Sitze in der Gemeindevertretung. Die Wahlbeteiligung lag bei 55,2 Prozent.

### Wappen
Blasonierung: „In Gold gekoppelt mit vier schmalen grünen Schragen ein großes grünes Quadrat, darin schräg gekreuzt ein goldener Dingstock und ein goldener Torfspaten.“
Das grüne Viereck auf einem ebenso grünen Andreaskreuz verkörpert den Grundriss des Dorfes. Es ist festungsartig mit Wällen umgeben, nur an den vier Ecken befinden sich Durchbrüche. Früher wurden sie nachts geschlossen. Der so genannte Dingstock, mit dem früher Dorfversammlungen (das Thing) einberufen wurden, aus dem Jahr 1756 steht für die bäuerliche Lebensgemeinschaft im Dorf. Der Torfspaten erinnert daran, dass der Torfabbau jahrhundertelang eine wichtige Einnahmequelle der Gemeindebewohner war.

## Wirtschaft
Der Ort ist überwiegend landwirtschaftlich geprägt. Früher wurde auch Torf abgebaut.
Heute ist auch die regenerative Energieerzeugung und -verteilung ein bedeutender Wirtschaftszweig. In den Jahren 2013–2015 entstand hier eines von 13 Höchstspannungsumspannwerken in Schleswig-Holstein. Es befindet sich im Abschnitt zwischen Kassø in der dänischen Aabenraa Kommune und Schacht-Audorf bei Rendsburg und wird durch den Übertragungsnetzbetreiber Tennet TSO von dessen Niederlassung in Schacht-Audorf betrieben. Es nimmt auch die größtenteils aus Windenergie gewonnene Elektrizität aus den umliegenden Windparks auf. Am Umspannwerk ist einerseits der Bürgerwindpark Kirchspiel-Medelby als auch das benachbarte UW Weesby innerhalb des Schleswig-Holstein Netzes über jeweils eine 110 kV-Leitung angeschlossen.
Im Mai 2018 wurde in Jardelund ein Batterie-Speicherkraftwerk in Betrieb genommen. Die Anlage des Herstellers Eneco verfügt über eine Leistung von 48 MW und eine Kapazität von mehr als 50 MWh. Eingesetzt werden soll sie hauptsächlich für die Bereitstellung von Primärregelenergie im Ersatz ebensolcher von fossilen Kraftwerken. Zugleich soll die Anlage zur Verringerung von Abregelungen von Windkraftanlagen in Schleswig-Holstein beitragen.

## Kultur
Die Gemeinde gehört zur Kirchengemeinde St. Matthäus in Medelby.
Mittelpunkt des sportlichen und kulturellen Lebens sind die Dorfhalle und das Feuerwehrhaus.